# Cantone di Bourguébus
Il Cantone di Bourguébus era una divisione amministrativa dell'arrondissement di Caen.
A seguito della riforma approvata con decreto del 17 febbraio 2014, che ha avuto attuazione dopo le elezioni dipartimentali del 2015, è stato soppresso.

## Composizione
Comprendeva i comuni di:
- Airan
- Bellengreville
- Billy
- Bourguébus
- Cesny-aux-Vignes
- Chicheboville
- Clinchamps-sur-Orne
- Conteville
- Fontenay-le-Marmion
- Frénouville
- Garcelles-Secqueville
- Grentheville
- Hubert-Folie
- Laize-la-Ville
- May-sur-Orne
- Moult
- Ouézy
- Poussy-la-Campagne
- Rocquancourt
- Saint-Aignan-de-Cramesnil
- Saint-André-sur-Orne
- Saint-Martin-de-Fontenay
- Soliers
- Tilly-la-Campagne